# Antoine de Vergy
Ne doit pas être confondu avec Antoine Ier de Vergy.
Antoine de Vergy, comte de Dammartin, est chevalier, conseiller et chambellan du Roi, maréchal de France.
Il est né en 1375, fils de Jean III de Vergy et de Jeanne de Chalon ; il épouse Jeanne de Rigney - fille de Hugues ; puis Guillemette de Vienne - fille de Philippe (fils de l'amiral).
Il fut blessé en 1419 lors de l'assassinat de Jean sans Peur à Montereau.
Il se rallia aux Anglais et fut élevé à la dignité de maréchal de France le 24 janvier 1422 par le roi d'Angleterre Henri V qui avait pris le titre de régent de France pendant la maladie de Charles VI.
Vergy fut nommé chevalier de la Toison d'Or en 1430 par Philippe le Bon, duc de Bourgogne, et fait gouverneur de Bourgogne, de Champagne et de Brie.
Il défit, en 1423, les troupes de Charles VII à Cravant et prit part à la bataille de Bulgnéville, où René d'Anjou fut fait prisonnier par Antoine de Vaudémont.
Il mourut le 29 octobre 1439.

## Armoiries
| Armoiries               | Blasonnement                                                                                       |
| Blason Antoine de Vergy | D'après l'illustration ci-dessus : De gueules à trois quintefeuilles d'or ; à la bordure d'argent. |